# Vsevolod Mavrikievich Klechkovsky
Vsevolod Mavrikievich Klechkovsky (tiếng Nga: Все́волод Маври́киевич Клечко́вский; còn được phiên âm ra tiếng Anh là Klechkovskii hoặc Klechkowski hoặc tiếng Pháp là Kletchkovski, 28 tháng 11 năm 1900 - 2 tháng 5 năm 1972), là nhà hóa học người Nga. Ông là người tìm ra quy tắc Klechkovsky để giải thích thứ tự sắp xếp của các phân lớp trong cấu hình electron theo mức năng lượng.

## Tiểu sử
Ông tốt nghiệp năm 1929 tại Học viện Nông nghiệp Moskva và làm việc ở đó từ năm 1930. Ông trở thành giáo sư năm 1955 và là học giả của Viện Khoa học Nông nghiệp Liên Xô (VASKhNILː Lenin All-Union Academy of Agricultural Sciences" hoặc "V.I. Lenin Academy of Agricultural Sciences) năm 1956.
Việc sử dụng phương pháp đánh dấu đồng vị của ông trong nghiên cứu hóa học đất dẫn đến việc ông được coi là người sáng lập ra ngành phóng xạ sinh thái (tiếng Anh: radioecology). Ông là một trong những người đầu tiên nghiên cứu dinh dưỡng thực vật bằng đồng vị phóng xạ, các công trình này giúp ông nhận được giải thưởng Stalin năm 1952 cùng với các đồng nghiệp trong viện. Ông cũng nghiên cứu biểu hiện của các đồng vị hạt nhân nặng trong đất.
Sau thảm họa Kyshtym năm 1957, Klechkovsky đã lãnh đạo các dự án nghiên cứu nghiên cứu ảnh hưởng lâu dài của ô nhiễm phóng xạ tại địa điểm này.
Klechkovsky cũng nghiên cứu hóa học lý thuyết và đề xuất một cách giải thích quy tắc Madelung theo thực nghiệm để sắp xếp các phân lớp electron nguyên tử theo mức năng lượng của chúng. Do đó, quy tắc Madelung còn được gọi là quy tắc Klechkovsky, đặc biệt là trong các tài liệu của Nga, Pháp và Việt Nam.